# Willem Frederik Adolph Beijerinck
Willem Frederik Adolph Beijerinck (Zwolle, 25 december 1828 - Hees, 24 november 1894) was een Nederlandse water- en werktuigbouwkundig ingenieur uit de familie Beijerinck. Hij trouwde in Nijmegen 30 April 1858 met Sibilla Henrietta Otteline Aimée van der Voordt Pieck, een schoonzuster van de burgemeester van Nijmegen en had twee dochters.

## Opleiding en eerste werkkring
Na te 's Gravenhage de lagere en middelbare scholen bezocht te hebben, werd hij in 1846 als opzichter onder zijn oom Jan Anne Beijerinck in dienst gesteld bij de werken tot droogmaking van het Haarlemmermeer. Hij was hier met name betrokken bij de bouw van het stoomgemaal Cruquius. In 1852 werd hij na gereedkomen van het gemaal overgeplaatst naar de werken voor de indijking van Bathpolders aan de Oosterschelde. In 1849 was er een concessie uitgegeven aan de Zeeuwse aannemer Dik Dronkers voor de aanleg van een spoorlijn tussen Brabant en Goes, en dus het maken van een Dam. In de concessie was ook opgenomen het inpolderen van de schorren aan beide zijden van de dam. Deze, hoofdzakelijk met Engels geld gefinancierde onderneming, ging failliet bij Koninklijk Besluit van 31 mei 1852 werd deze concessie overgedragen aan de nieuw opgerichte „Nederlandsche Maatschappij tot indijking der op- en aan- wassen in de Oosterschelde". Daarbij waren zowel Franse, Belgische en Engelse als Zeeuwse deelnemers betrokken; ook de aannemer Dronkers was mededeelnemer. Hierbij was Beijerinck dus betrokken als opzichter van het in hoofdzaak Engelse bedrijf. Maar nadat de concessie in 1855 opnieuw wegens slechte voortgang aangepast werd vertrok Beijerinck hier. Hij had blijkbaar goed gezien dat hier geen eer aan te behalen viel, want in 1861 werd de hele onderneming genationaliseerd, vanwege insolvabiliteit ( o.a. het gevolg van stakingen vanwege wanbetalingen aan het personeel en slechte werkomstandigheden).

## De Atlas

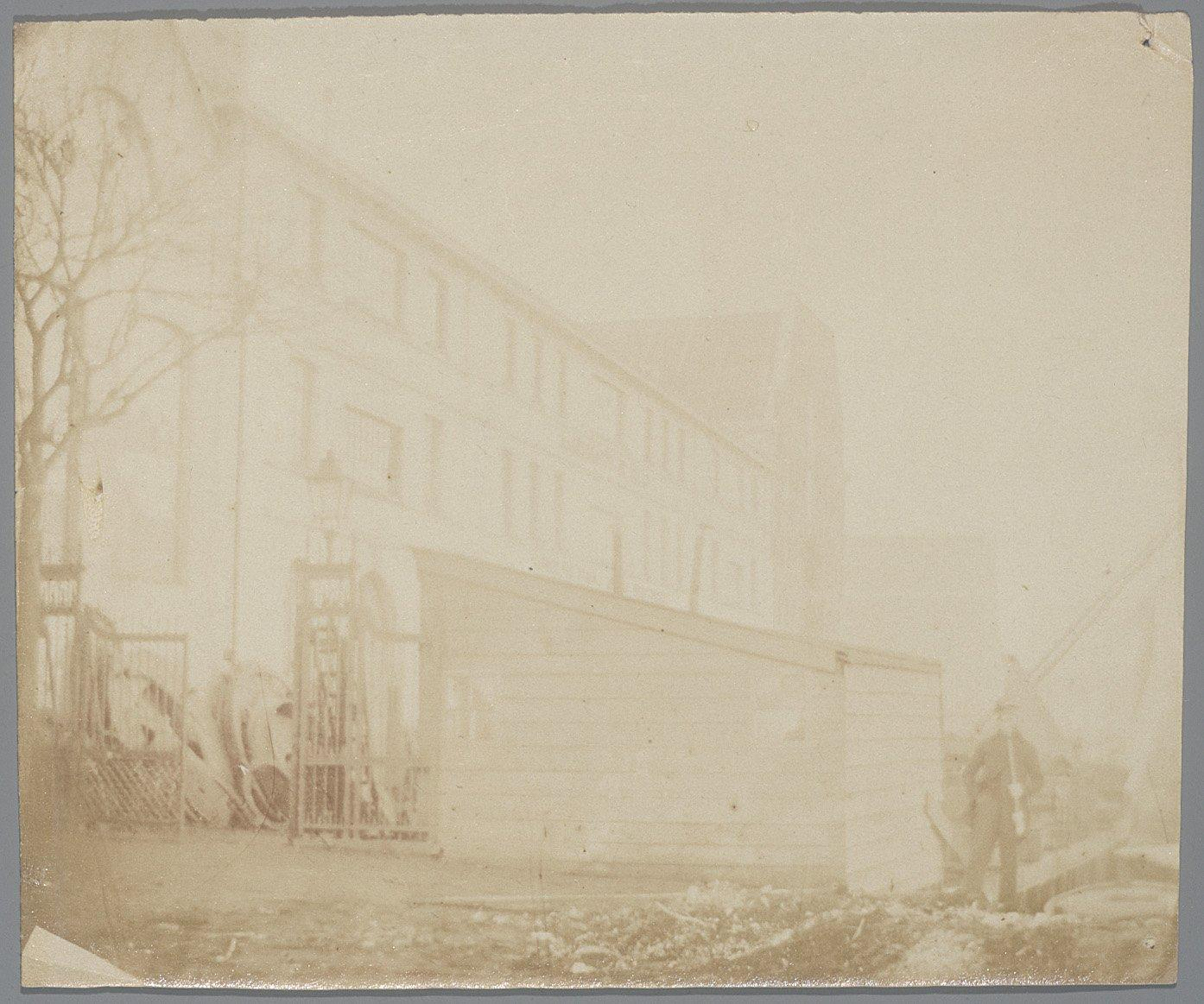
Maatschappij De Atlas, Fabriek van Stoom- en andere Werktuigen (1861)

In 1856 werd hij ingenieur aan de Fabriek van stoom- en andere werktuigen ‘de Atlas’ in Amsterdam. Oorspronkelijk was dit een machinefabriek voor locomotieven en andere spoorwegonderdelen, maar zij konden de Engelse concurrentie niet bolwerken. In 1848 ging de fabriek failliet, maar maakte een doorstart.
De directeur van deze fabriek, Hendrik Pieter van Heukelom, was erg ingenomen met de diensten van Beijerinck en hij werd als deskundige op het gebied van stoombemaling steeds geraadpleegd Hij ontwierp een aantal stoommachines voor polderbemaling, stoomschepen en fabrieken.
In 1856 ontwierp hij voor het waterschap Mastenbroek bij Genemuiden een bijzondere stoommachine. Deze machine had een innovatieve regeling van de kleppen. Achteraf gezien was deze regeling niet perfect, maar de machine is nog steeds in bedrijf (bij bijzondere gelegenheden).
Toen van Heukelom in 1863 tot directeur van de Maatschappij tot Exploitatie van Staatsspoorwegen werd benoemd, werd Beijerinck zijn opvolger aan de Atlas. Beijerinck richtte in 1875 met Johan Carel de Leeuw (1816-1880), dijkgraaf en burgemeester van de Anna-Paulownapolder, en ir. A.L van Gendt het “Ingenieurs-bureau voor  stoombemaling“ op, vooral met het doel om stoombemaling bij de polderbesturen ingang te doen vinden. Dit bureau heeft zowel hier als in Italië belangrijke bemalingswerken ontworpen, en (de uitvoering werd meestal aan de fabriek van Beijerinck toevertrouwd) uitgevoerd. 
Een van de eerste opdrachten voor dit bureau was het ontwerp en uitvoering van een stoomgemaal bij Weesp in opdracht van de Genie  voor de inundatie van het water rond Weesp als onderdeel van de Stelling van Amsterdam. De stoommachine werd geleverd door de fabriek De Atlas van Beijerinck. In januari 1878 hebben ze een stoomgemaal van 30 pk opgeleverd  oor de Oost- en West Escamppolder bij Loosduinen met een scheprad van 80 cm breed en met een diameter van 6,8 m.Dit bureau heeft zowel hier als in Italië belangrijke bemalingswerken ontworpen, en (de uitvoering werd meestal aan de fabriek toevertrouwd) uitgevoerd. 
Samen schreven zij o.a.  Bemaling der middel- en binnendijksche buitenveldersche polders.
De maatschappij de Atlas, die een periode van bloei gekend heeft, raakte gaandeweg in moeilijkheden door gebrek aan lonend werk, vooral ook door toenemende buitenlandse concurrentie. Beijerinck, die zich, ook door het opheffen van het ingenieursbureau na het overlijden van de Leeuw, geheel aan zijn fabriek wijdde, was helemaal ingenieur en niet voldoende zakenman om de maatschappij van de ondergang te redden. Terwijl de meeste stafleden van de Atlas, toen aan alles te zien was dat het bestaan zeer precair was, een andere baan zochten, bleef Beijerinck aan zijn maatschappij trouw. Maar in 1887 ging het bedrijf failliet en de 160 personeelsleden van dat moment werden ontslagen. Dit vooral tot verdriet van het personeel die Beijerinck heel erg waardeerden vanwege zijn eerlijkheid en bekwaamheid. Hij was een joviaal man. Toen hij 25 jaar bij De Atlas werkte kreeg hij van het personeel een herdenkingsalbum aangeboden.

## Werkeloos
Na het faillissement werd hij werkloos. Hij bleef in eerste instantie in Amsterdam wonen, in de hoop dat hij nog een betrekking zou vinden, waarin zijn werkkracht en ervaring gebruikt kon worden. Maar toen dit niet gelukte (hij was inmiddels 60), ging hij in 1889 te Hees bij Nijmegen wonen, waar hij niet lang daarna overleed.
- Biografisch Portaal: 37556801
- Digitale Bibliotheek voor de Nederlandse Letteren: beij021